# 15856 Yanokoji
15856 Yanokoji este un asteroid din centura principală de asteroizi.

## Descriere
15856 Yanokoji este un asteroid din centura principală de asteroizi. A fost descoperit pe 10 martie 1996 la Kitami de Kin Endate și Kazuro Watanabe. Asteroidul prezintă o orbită caracterizată de o semiaxă mare de 2,37 ua, o excentricitate de 0,20 și o înclinație de 7,9° în raport cu ecliptica.